# Terral (álbum)
Terral é o vigésimo primeiro álbum de estúdio do cantor e compositor brasileiro Fagner, lançado em 1997 através do selo BMG.

## Faixas
1. Terral
2. Volta Morena
3. O Vendedor de Biscoito
4. Forró do Chiq Tak
5. Os Sertões
6. Quero Voltar Pra Bahia
7. Rela Bucho
8. Forró do Tio Augusto
9. Mambo da Cantareira
10. Amor Pra Dar
11. Espumas Ao Vento

## Certificações
| Região                                              | Certificação | Vendas   |
| --------------------------------------------------- | ------------ | -------- |
| Brasil (Pro-Música)                                 | Ouro         | 100 000* |
| *números de vendas baseados somente na certificação |              |          |